# Растригино (Владимирская область)
Растригино — деревня в Гороховецком районе Владимирской области России, входит в состав Фоминского сельского поселения.

## География
Деревня расположена в 3 км на северо-восток от центра поселения села Фоминки и в 35 км на юго-запад от Гороховца.

## История
В писцовых книгах Муромского уезда 1628-30 годов значится погост Ростригино с церковью во имя Николая Чудотворца. В окладных книгах Рязанской епархии за 1678 год Ростригино названо уже селом. В 1850 году деревянная церковь сгорела и к 1862 году на средства помещика князя А. Ф. Орлова был построен каменный двухэтажный храм. Престолов в храме было четыре: в нижнем этаже — во имя Святого Николая Чудотворца и святого великомученика Георгия, в верхнем — во имя святого Алексия, митрополита Московского и во имя святой благоверной княгини Ольги. В Ростригине с 1862 года существовала народная школа, содержавшаяся на средства земства, учащихся в 1897-98 году было 68. В годы советской власти церковь была полностью разрушена.
В XIX — первой четверти XX века село входило в состав Фоминской волости Гороховецкого уезда. В 1859 году в деревне числилось 38 дворов, в 1905 году — 79 дворов.
С 1929 года деревня входила в состав Фоминского сельсовета Фоминского района Горьковского края. С 1944 года — в составе Владимирской области. С 2005 года — в составе Фоминского сельского поселения.

## Население
| 1859 | 1905 |
| ---- | ---- |
| 310  | 487  |

| 1859 | 1905 | 1926 | 2002 | 2010 | 2021 |
| ---- | ---- | ---- | ---- | ---- | ---- |
| 310  | ↗487 | ↘351 | ↘62  | ↘37  | ↘27  |

## Известные люди
В селе родился участник Великой Отечественной войны Герой Советского Союза Александр Михайлович Кузнецов (1922—2022).